# Tymbira brunnea
Genre
Espèce
Tymbira brunnea, unique représentant du genre Tymbira, est une espèce d'araignées aranéomorphes de la famille des Amaurobiidae.

## Distribution
Cette espèce est endémique d'Argentine.

## Publication originale
- Mello-Leitão, 1944 : Arañas de la provincia de Buenos Aires. Revista del Museo de La Plata (N.S., Zoología), vol. 3, p. 311-393.